# Nowoselizkoje
Nowoselizkoje (russisch Новосе́лицкое) ist ein Dorf (selo) in der Region Stawropol in Russland mit 8729 Einwohnern (Stand 14. Oktober 2010).

## Geographie
Der Ort liegt etwa 120 km Luftlinie ostsüdöstlich des Regionsverwaltungszentrums Stawropol im nördlichen Kaukasusvorland am kleinen linken Kuma-Nebenfluss Tomuslowka.
Nowoselizkoje ist Verwaltungszentrum des Rajons Nowoselizki sowie Sitz und einzige Ortschaft der Landgemeinde (selskoje posselenije) Selo Nowoselizkoje.

## Geschichte
Das Dorf wurde 1786 gegründet und bis in das 20. Jahrhundert offiziell auch als Nowoselzy bezeichnet. Es war Sitz einer Wolost und gehörte zum Ujesd Alexandrow, der infolge häufiger administrativer Umgestaltungen in der Region zu verschiedenen Gouvernements und Oblasten gehörte, ab 1847 schließlich zum Gouvernement Stawropol.
Nach der Auflösung des Gouvernements und der Ujesde 1924 gehörte Nowoselizkoje zunächst zum neugebildeten Alexandrowski rajon, bis am 23. Januar 1935 aus diesem der neue Nowoselizki rajon herausgelöst und Nowoselizkoje dessen Verwaltungssitz wurde. Im Zweiten Weltkrieg wurde Nowoselizkoje Mitte August 1942 von der deutschen Wehrmacht im Rahmen ihres Unternehmens Edelweiß eingenommen und am 13. Januar 1943 von der Roten Armee im Verlauf der Nordkaukasischen Operation zurückerobert.
1958 ging der Rajon vorübergehend wieder im Alexandrowski rajon auf, bis er am 3. April 1972 erneut ausgewiesen wurde.

### Bevölkerungsentwicklung
| Jahr | Einwohner |
| ---- | --------- |
| 1897 | 7816      |
| 1939 | 6978      |
| 1959 | 5315      |
| 1979 | 5648      |
| 1989 | 7295      |
| 2002 | 8569      |
| 2010 | 8729      |

Anmerkung: Volkszählungsdaten

## Verkehr
Nowoselizkoje liegt an der Regionalstraße 07K-002 von Alexandrowskoje nach Budjonnowsk, von der in südlicher Richtung die 07K-004 über Sablinskoje zur 07K-001 Stawropol – Alexandrowskoje – Mineralnyje Wody (Teil der früheren R262) abzweigt.
In Budjonnowsk, Endpunkt einer Nebenstrecke von Georgijewsk, befindet sich gut 60 km entfernt die nächstgelegene Bahnstation mit Personenverkehr. Etwa 50 km nördlich von Nowoselizkoje liegt die Stadt Blagodarny mit der Station Blagodarnoje an der nur dem Güterverkehr dienenden Strecke Swetlograd – Budjonnowsk.